# Volarský dům

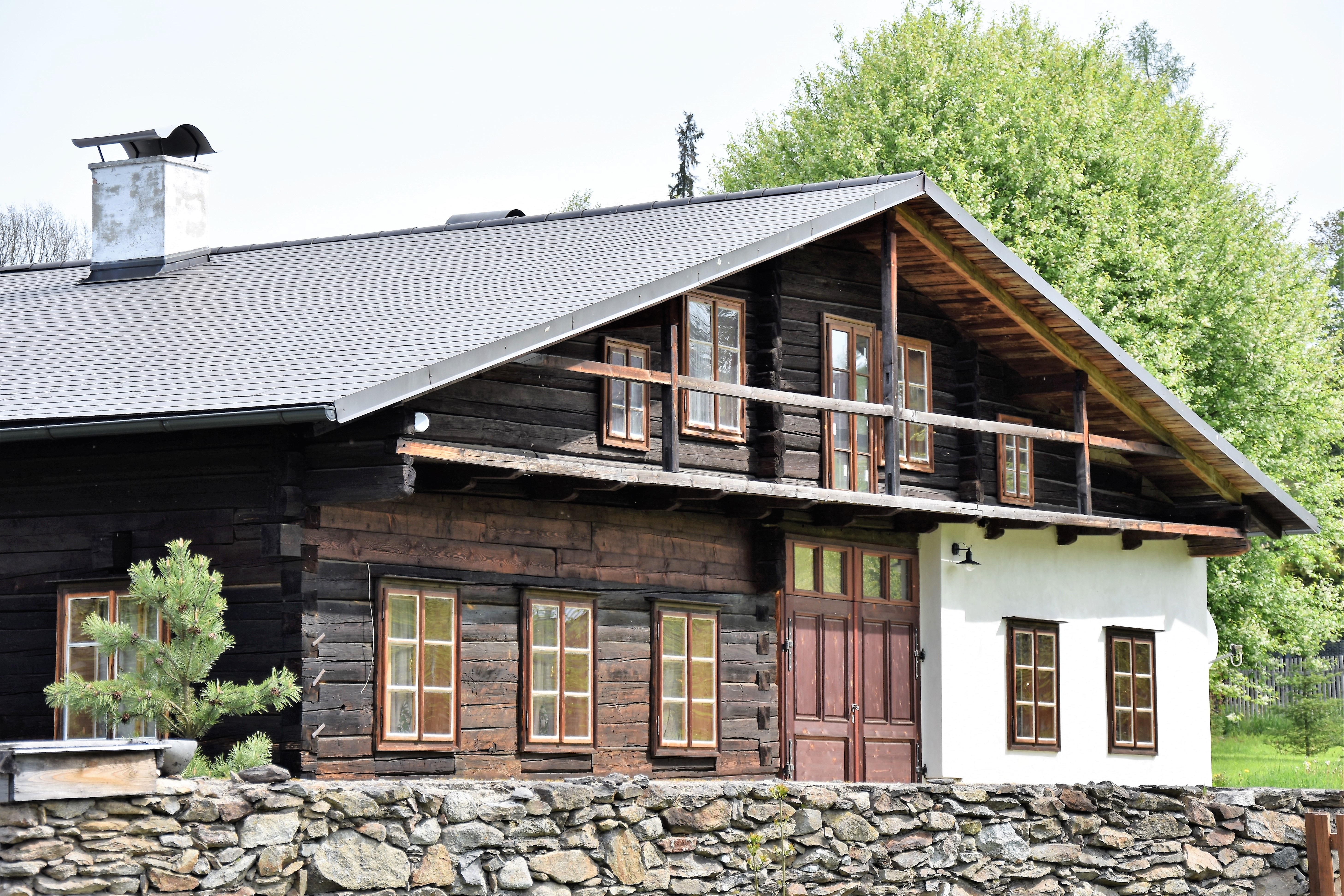
Jeden z dochovaných volarských domů.
(K. V. Raise č. p. 164)

Volarský dům alpského typu (německy Wallerer Haus) je na území České republiky ojedinělý typ venkovského dřevěného domu, jenž se vyskytuje v šumavském městě Volary, které proto někdy bylo nazýváno „alpským městečkem na Šumavě“. Mimo Volary se vyskytuje ještě v sousední obci Dobrá a další jeden dům se nachází v Železné Rudě. Další, do současnosti nedochované domy, se nacházely v Českých Žlebech, Lenoře, Hůrce a Vimperku. V širším okolí Šumavy (Chodsko, Klatovsko, Plánicko) se vyskytují domy volarským stylem více nebo méně ovlivněné.
Tento druh staveb přinesli na Šumavu kolonisté z Tyrolska nebo Štýrska v 16. století. Stavba, kde jsou všechny hospodářské prostory pod jednou střechou, byla dobře přizpůsobena podmínkám šumavských zim. Počet dochovaných staveb tohoto typu se v průběhu 20. století ve Volarech snížil z téměř dvou set na čtrnáct. Přitom ještě těsně po druhé světové válce byly Volary nejrozsáhlejším dochovaným sídlem v Evropě sestávajícím z roubených budov.

## Historie

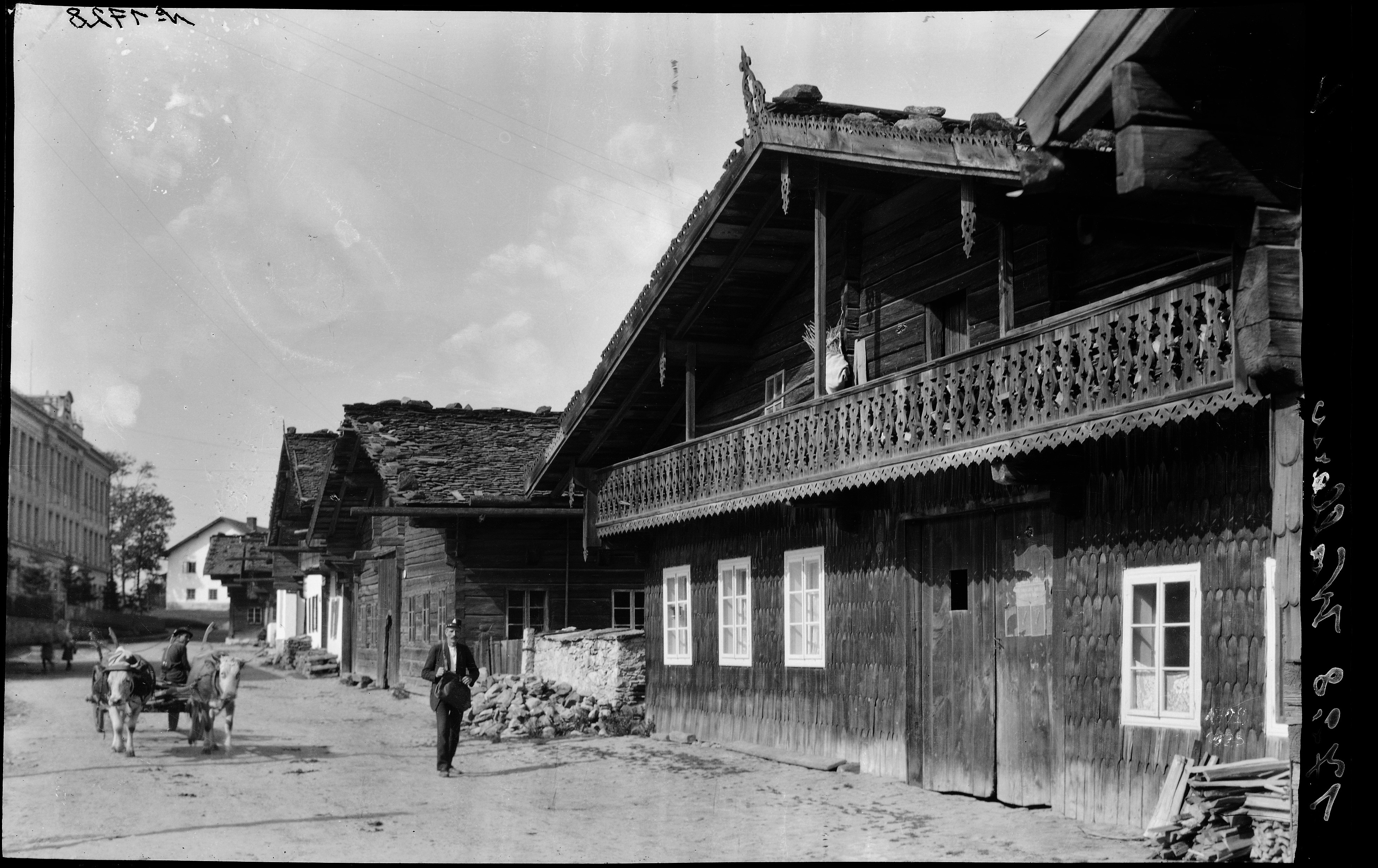
Ulice ve Volarech v roce 1920, fotografie: Josef Seidel.
Na snímku je patrná původní krytina střech z šindelů zatížených kameny.

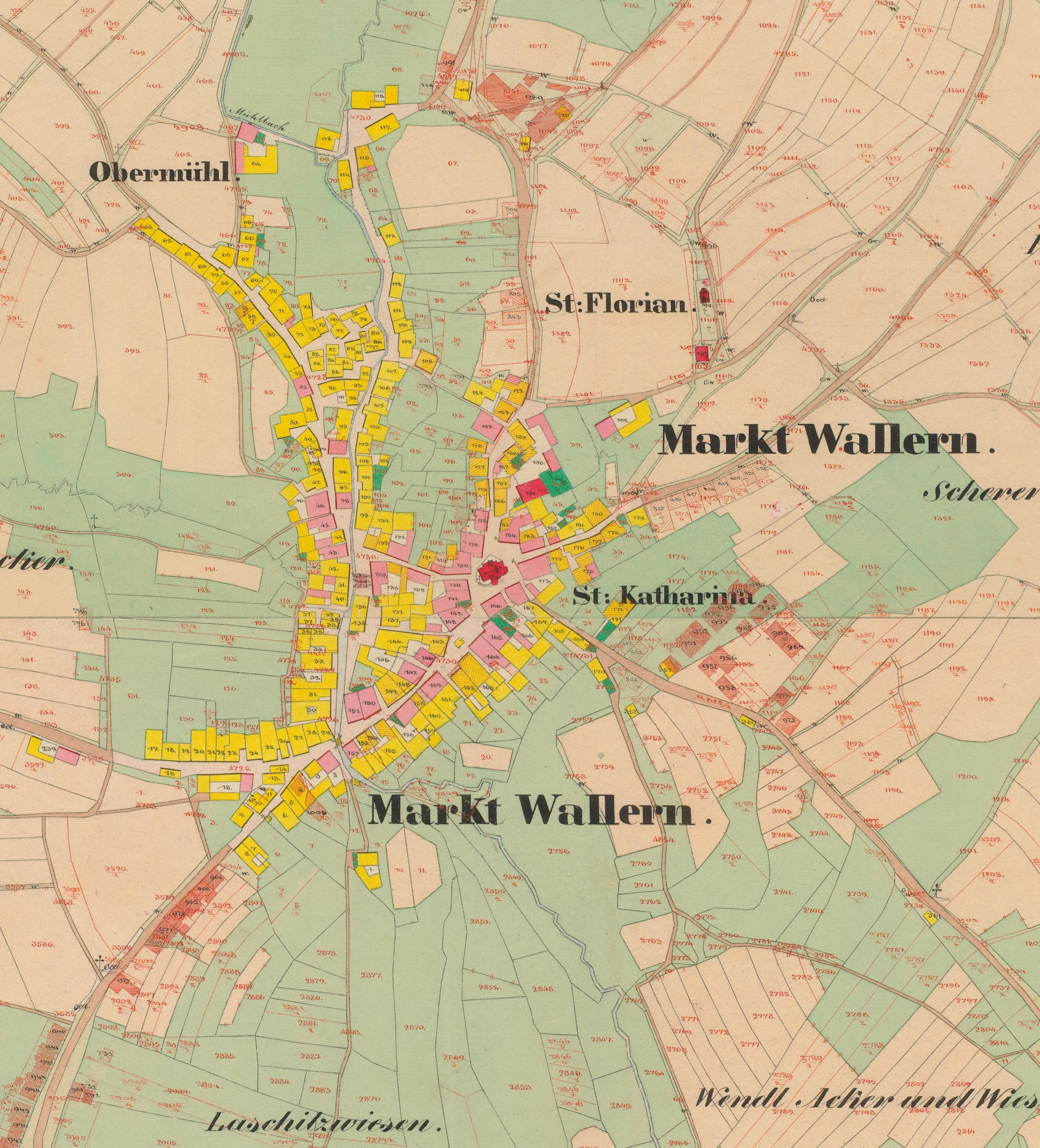
Volary na císařských otiscích map stabilního katastru. Stav z roku 1837. Dřevěné budovy jsou vyznačeny žlutou barvou, zděné budovy červenou.

Na území Čech nezvyklý typ domu začali stavět protestantští horští dobytkáři, kteří přišli do Volar v 16. století z Tyrolska nebo Štýrska. Dne 7. dubna 1506 bylo obyvatelům Volar Petrem z Rožmberka uděleno mimo jiné právo bezplatného získávání dřeva pro stavební účely i jako otopu. Toto právo později potvrdil i císař Rudolf II. a v roce 1810 Josef II. ze Schwarzenbergu. Hospodářský rozkvět města, přes které vedla jedna z větví Zlaté stezky z Pasova do Prachatic, se projevil i ve výstavbě nových domů. V roce 1653 bylo ve Volarech uváděno 167 roubených staveb.
Nejstarší datované domy jsou čp. 70 (rok 1786) a čp. 71 (rok 1794). Největší koncentrace domů byla v části nazývané „Na Vajgaru“ (Am Weiger). Tato část města byla v průběhu let 1950–1960 zcela zničena.
Při požáru města dne 22. července 1863 bylo zničeno 62 domů, především na levém břehu Volarského potoka. Rovněž byl poničen farní kostel svaté Kateřiny Alexandrijské. Požár bylo údajně vidět až v Linci. Po této katastrofě nařídil písecký krajský úřad některá opatření:
- byly rozšířeny a napřímeny ulice obce,
- nové domy měly být stavěny z kamene a zdiva.

Ta jsou zobrazena na Stavebním regulačním plánu, který vyhotovil ve dnech 28.–30. července 1863 zastupující královský krajský inženýr S. Wernak.
Po roce 1945 došlo k odsunu německého obyvatelstva. V té době se ve Volarech nacházelo 85 roubených domů. Jednalo se tehdy o nejrozsáhlejší dochovanou část města sestávající z roubených budov v Evropě. Nově příchozí čeští obyvatelé z různých konců Československa a Slováci z Rumunska, kteří sem byli přesídleni, nenašli vztah k této architektuře a dávali přednost bydlení ve zděných domech. Domy chátraly. V padesátých letech 20. století byly některé dokonce prodány zájemcům jako palivové dříví. V roce 2007 se ve Volarech nacházelo 18 roubených domů. V roce 2017 bylo uváděno již jen 14 domů. Žádný z domů není v původním stavu.

## Popis
Tento typ horského domu je koncipován tak, aby umožňoval provoz hospodářství i v zimních měsících. Vše se tedy nachází pod jednou střechou. Dům je patrový, přízemí je zděné nebo dřevěné, horní patro pak dřevěné. Dům je krytý sedlovou střechou s malým sklonem, původně šindelovou nebo prkennou střechou, zatíženou kameny. 
Půdorys bývá nepravidelný. V přízemí se obvykle nacházejí: síň s ohništěm (Flur), světnice (Stube), kuchyně nebo černá kuchyně, komora, stáj, stodola (Scheuer) případně další hospodářské místnosti. Některé domy mají také sklep. Dispozice byla obvykle třítraktová, kdy prostřední část byla průjezdná a nacházela se zde síň a mlat (Tenne). Na jedné straně průjezdu byly v přední části světnice a chlévy, na druhé straně výměnek. Za nimi pak stodola. V patře byla na straně do ulice jedna nebo dvě světnice, ze kterých se vycházelo na pavlač. Ta spočívala na dřevěných krakorcích a byla krytá přesahem střechy. Od poloviny 19. století mívala zdobené zábradlí. Zbývající prostory patra sloužily jako stodola, seník nebo pro další hospodářské účely. Menší domy byly pouze dvoutraktové.

Příklady dispozice volarských domů
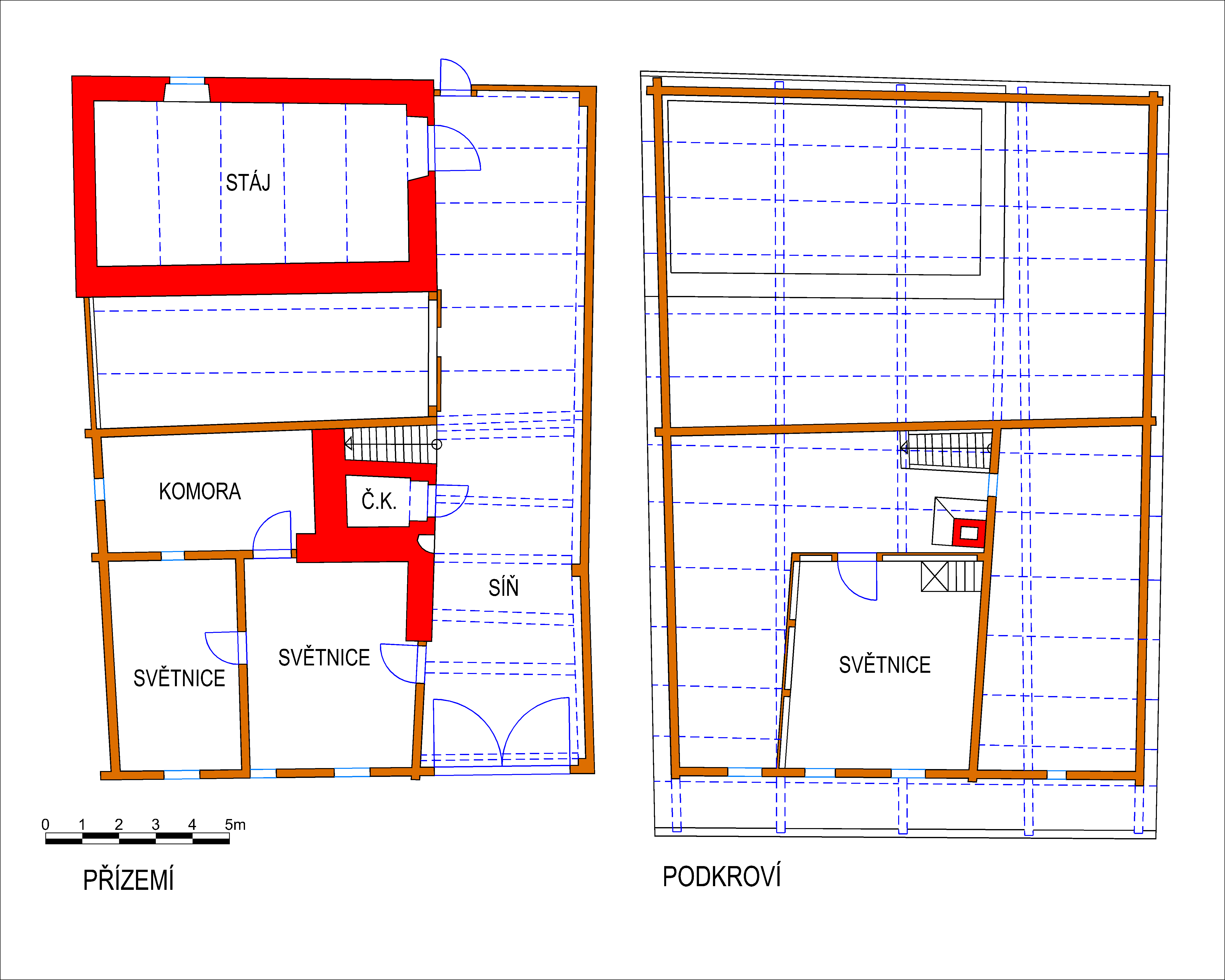
Volary dům čp. 50, půdorysy. Příklad dispozice menšího domu s průjezdem po straně. Červeně: kamenné zdivo, hnědě: roubené stěny.
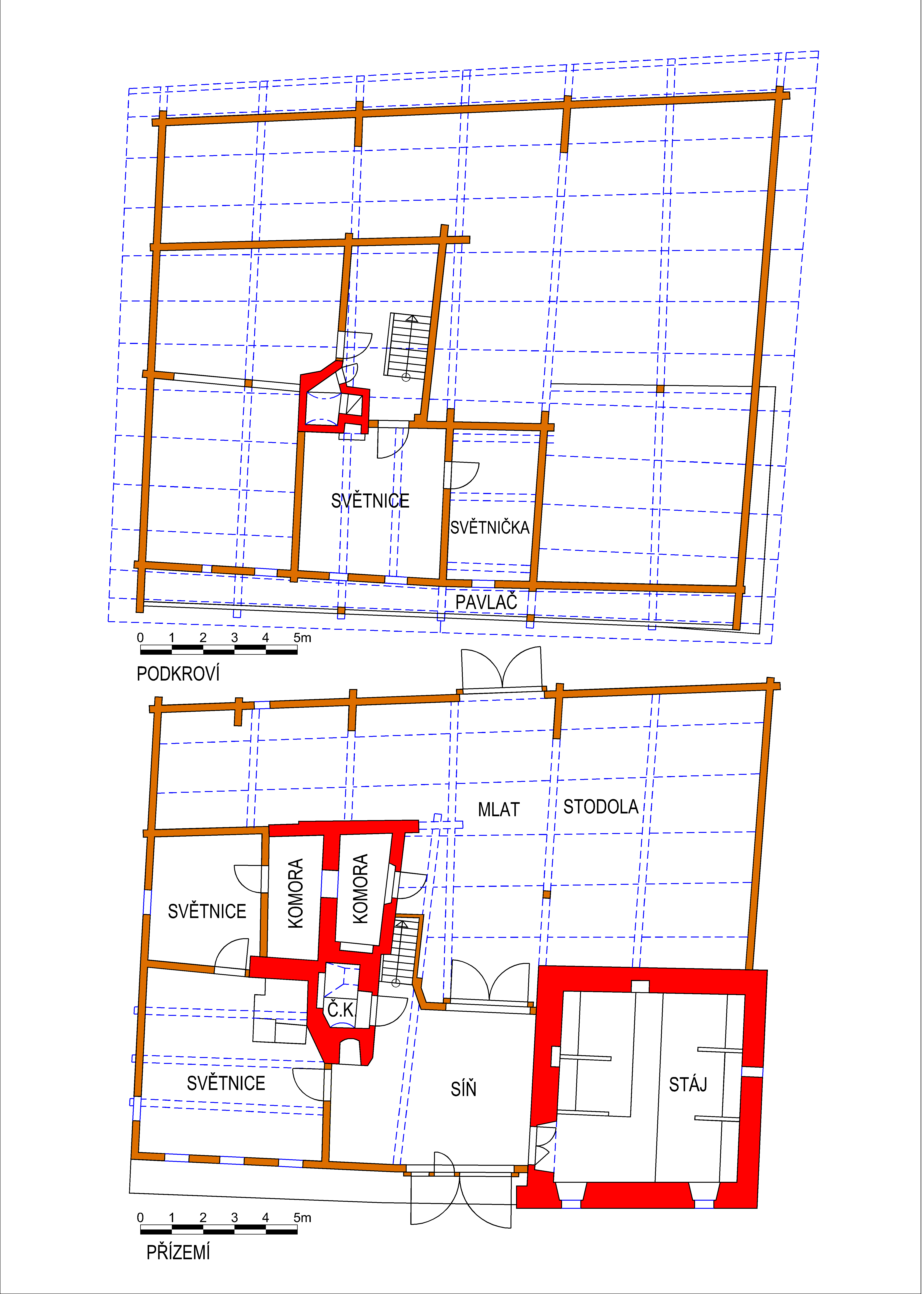
Volary dům čp. 42, půdorysy; Příklad dispozice většího domu s průjezdem uprostřed. Červeně: kamenné zdivo, hnědě: roubené stěny.

### Základy a stěny
Některé domy mají kamenný sokl, jinde jsou prahové trámy položeny přímo na zem. Jen některé domy mají sklep z kamenného zdiva, ale jen pod malou částí obytných prostor.
Volarské domy jsou srubové nebo polosrubové. Původně byly pouze ze dřeva. Jako ochrana před nebezpečím požáru byly později dřevěné stěny zevnitř nebo i zvenčí omítány. Dalším stupněm ochrany proti ohni bylo, že se stěny místností, kde se topilo (obvykle kuchyně a síň), a dále stěny chlévů stavěly z kamenného zdiva. V 19. století pak přibývalo domů, které mají všechny stěny přízemní části zděné a pouze druhé podlaží bylo roubené.
Roubené části jsou postaveny z tesaných ostře hraněných trámů, kladených na sebe bez mezer. Jejich rozměry byly obvykle v poměru 5 : 7 (šířka : výška), a pohybují se v rozmezí šířka 18–20 cm, výška 20–23 cm. Vzhledem k tomu, že rozměry domů byly velké a že trámy o délce 15–20 metrů nebylo možné získat, respektive by byly příliš drahé, nastavovaly se kratší trámy na tupo (na sraz). Nejčastěji se používalo dřevo smrkové, méně dřevo borovice nebo modřínu. Impregnace trámů se prováděla volskou krví. Na návětrné straně domu byly srubové stěny chráněny před povětrnostními vlivy vrstvou šindelů. Trámy na nárožích se spojovaly „na rybinu“, v patře pak i jednoduchým přeplátováním, kdy bývají jednotlivé trámy zajištěny proti posunutí dřevěnými kolíky. Původně se při stavbě nepoužívaly kovové prvky. Je zajímavé, že tento typ staveb byl stabilní a domy se nezřítily ani když byly poškozené požárem.

### Otvory a prostupy
Okenní a dveřní otvory byly vytvářeny během vlastní stavby srubových stěn. Do těchto otvorů jsou vložena dvojitá deštěná okna. Každé okenní křídlo má pak dvě nebo tři pole. Dveře byly jednoduché. Vstupní dveře byly obyčejně vloženy do vrat vjezdu. Vrata byla bez prahu. Zárubně tvořily svislé trámy, nadpraží pak vodorovný trám, který navazoval na roubené stěny.
V hospodářských částech domu se ve štítových stěnách a někdy i v podélných stěnách nacházejí otvory velikosti přibližně 50 × 25 cm. Ty sloužily k ventilaci stodoly a seníků. Poté, co se změnil účel těchto částí domu z hospodářského na obytný, byly tyto otvory dodatečně osazeny okny.

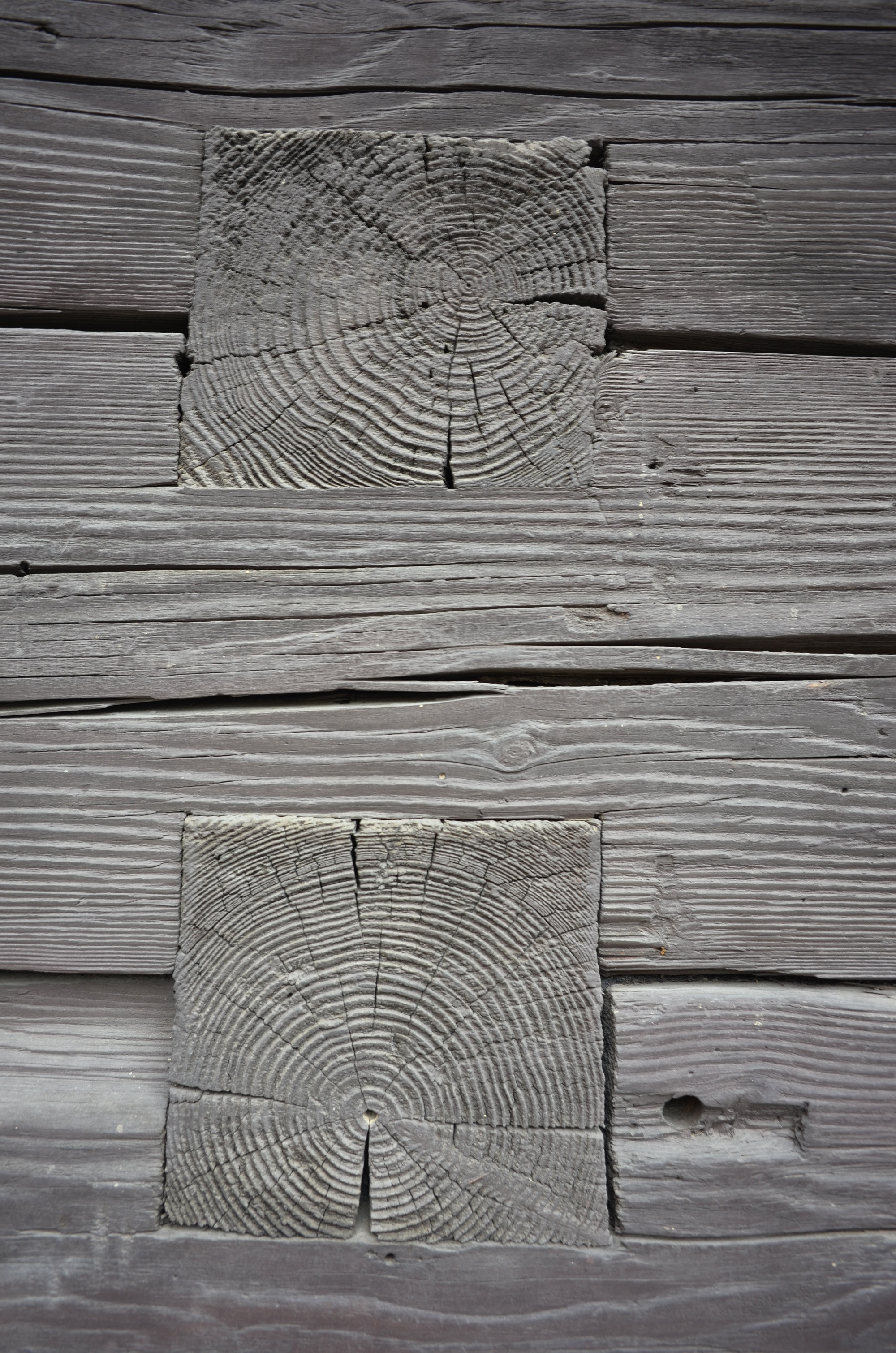
Příklad spoje roubených stěn (dům čp. 71).
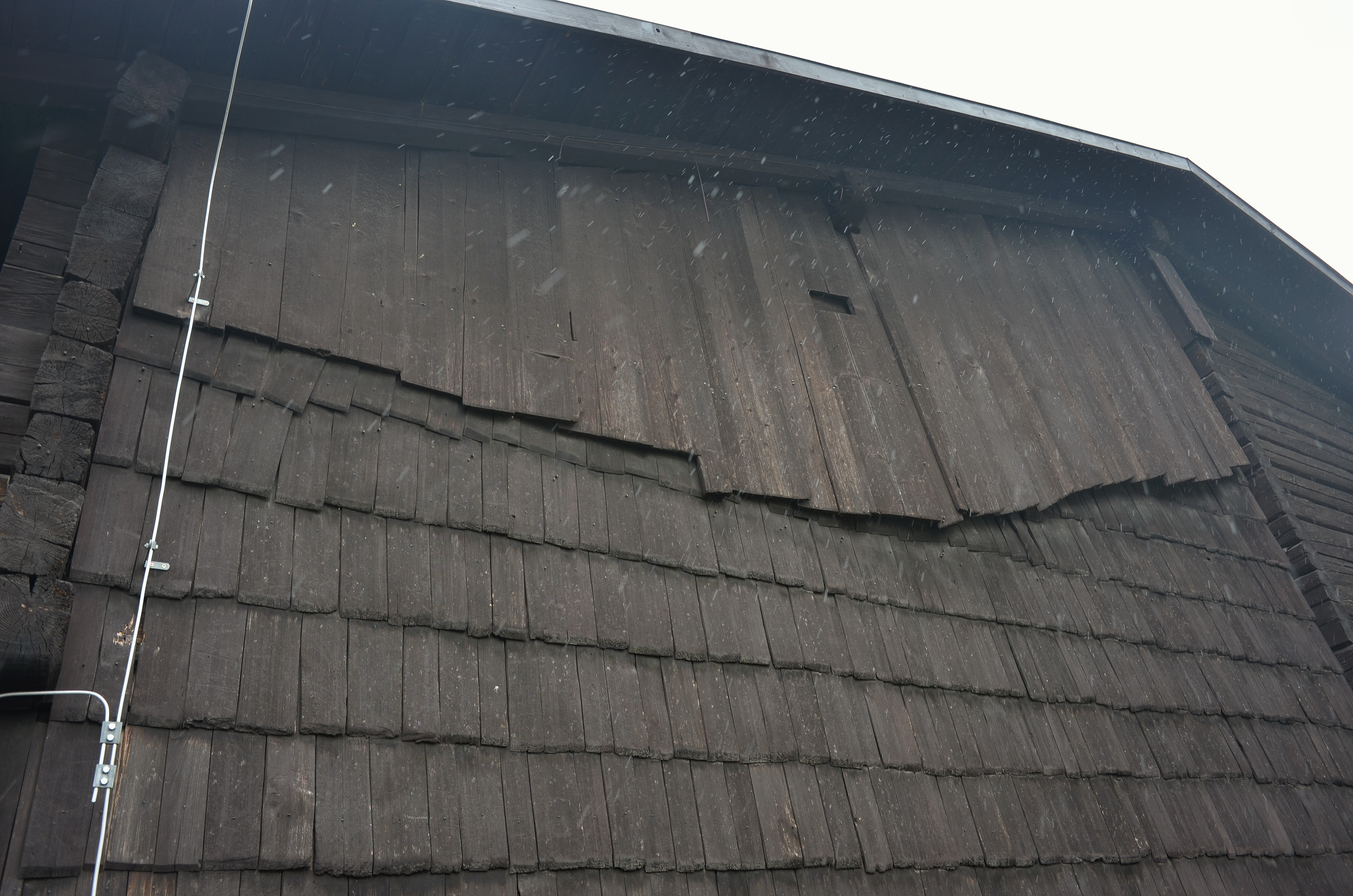
Ochrana stěn na návětrné straně vrstvou šindelů (dům čp. 71). Na snímku je také patrné utěsnění mezery mezi štítovou zdí a střechou přiraženou krokví.
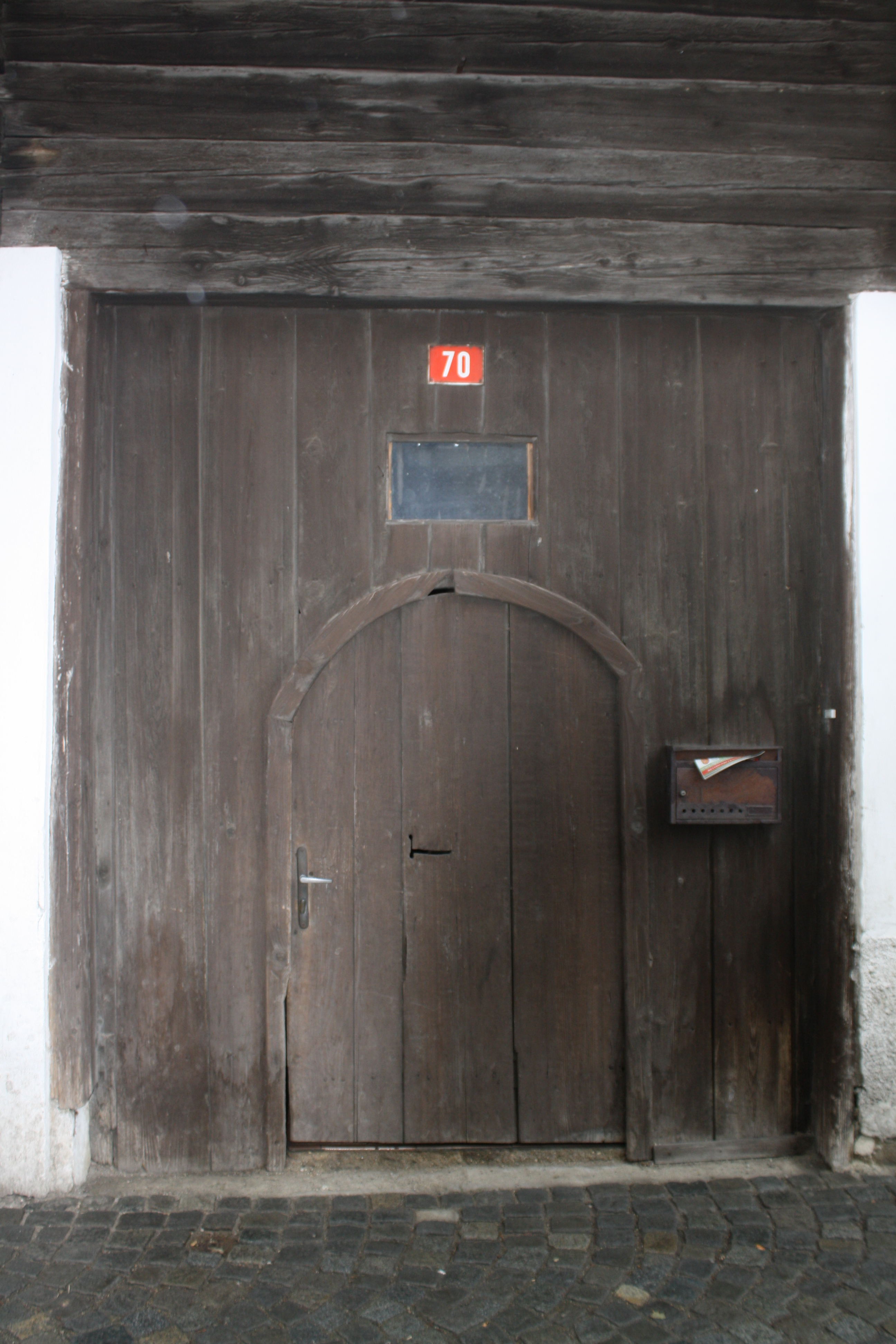
Vrata do průjezdu (Flur) se vstupními dveřmi (dům čp. 71).
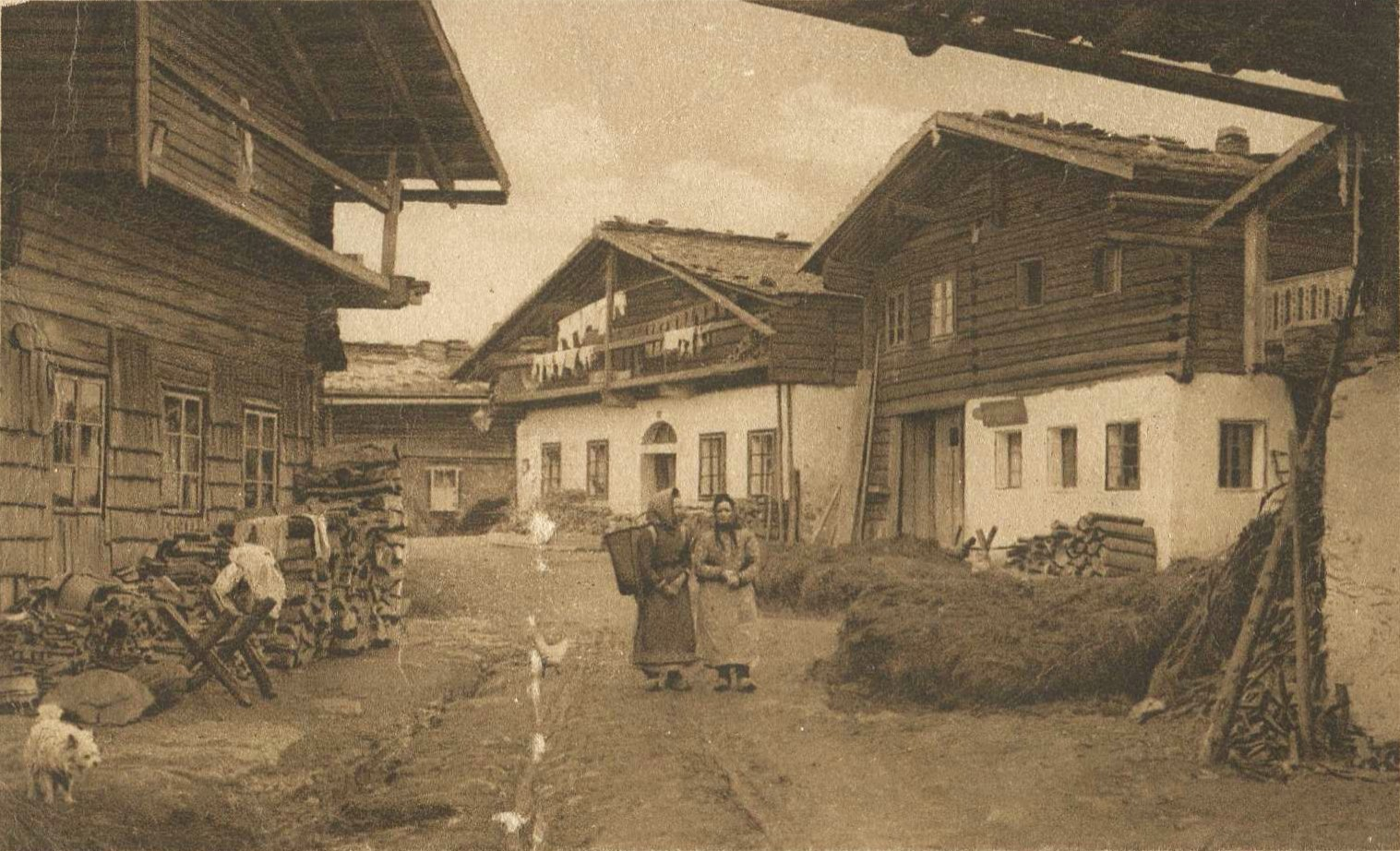
Historická pohlednice ukazuje původní vzhled pavlačí volarských domů před tím, než se v 19. století začaly zdobit vyřezávaným zábradlím.

### Stropy, krov a střecha
Stropy byly trámové s prkenným záklopem. Nad průjezdem středem domu býval strop vyšší. V obytných místnostech byla naopak výška místnosti kvůli úspoře vytápění snižována dalším stropem, kdy na trámky (takzvané „rákosníky“) byl pokládán prkenný záklop.
Volarské domy mají sedlové střechy o velmi malém sklonu (přibližně 23°). Krokve jsou podpírány stojatou stolicí. Pro velkou délku krokví jsou mezi vrcholovou a okapní vaznici vloženy na každé straně ještě jedna nebo dvě mezilehlé vaznice. Sloupky vazby jsou někdy nahrazeny roubenými stěnami podkroví. Přesah střechy do stran byl až jeden metr, přesah střechy nad pavlačí byl až 1,5 metru. Krytina střech byla buď šindelová nebo prkenná.
U šindelových střech byly používány šindele bez drážky a bez upevnění hřebíky, volně položené na latě. Rozměry šindelů byly přibližně 50 × 10 × 1,5 centimetrů. Byly kladeny ve dvou vrstvách, poté byly překryty latěmi nebo kulatinou a zatíženy kameny. Prkenné střechy kryla prkna, silná 2,5–3 centimetry a široká 20–25 centimetrů. Prkna se kladla delší stranou ve směru spádu a to buď s přesahem 4–6 centimetrů, nebo na sraz, kdy spoje byly překryty latěmi o šířce 6–8 cm. Hřeben střechy byl pak zakryt dvěma podélnými prkny s přesahem. Některé střechy měly dřevěné okapy, jiné byly bez okapů. Oba tyto druhy krytiny byly náročné na údržbu, a proto byly během 20. století nahrazeny modernějšími krytinami (plech, azbestocement, lepenka, betonové tašky).

## Názvy domů – domovní jména
Volarské domy měly svá domovní jména. Ta odkazovala zpravidla na jméno stavitele domu, i když se později majitel změnil. Někdy odkazují na křestní jméno, přezdívku nebo i jméno posměšné. Obyvatelé Volar používali často spíše jméno „po chalupě“ než své skutečné příjmení.

## Vesnická památková rezervace
Přestože se do konce 20. století dochovalo jen několik domů volarského typu, byla severní část města vyhlášena nařízením vlády České republiky č. 127/1995 Sb. ze dne 24. května 1995 vesnickou památkovou rezervací.

Vývoj území vesnické památkové rezervace
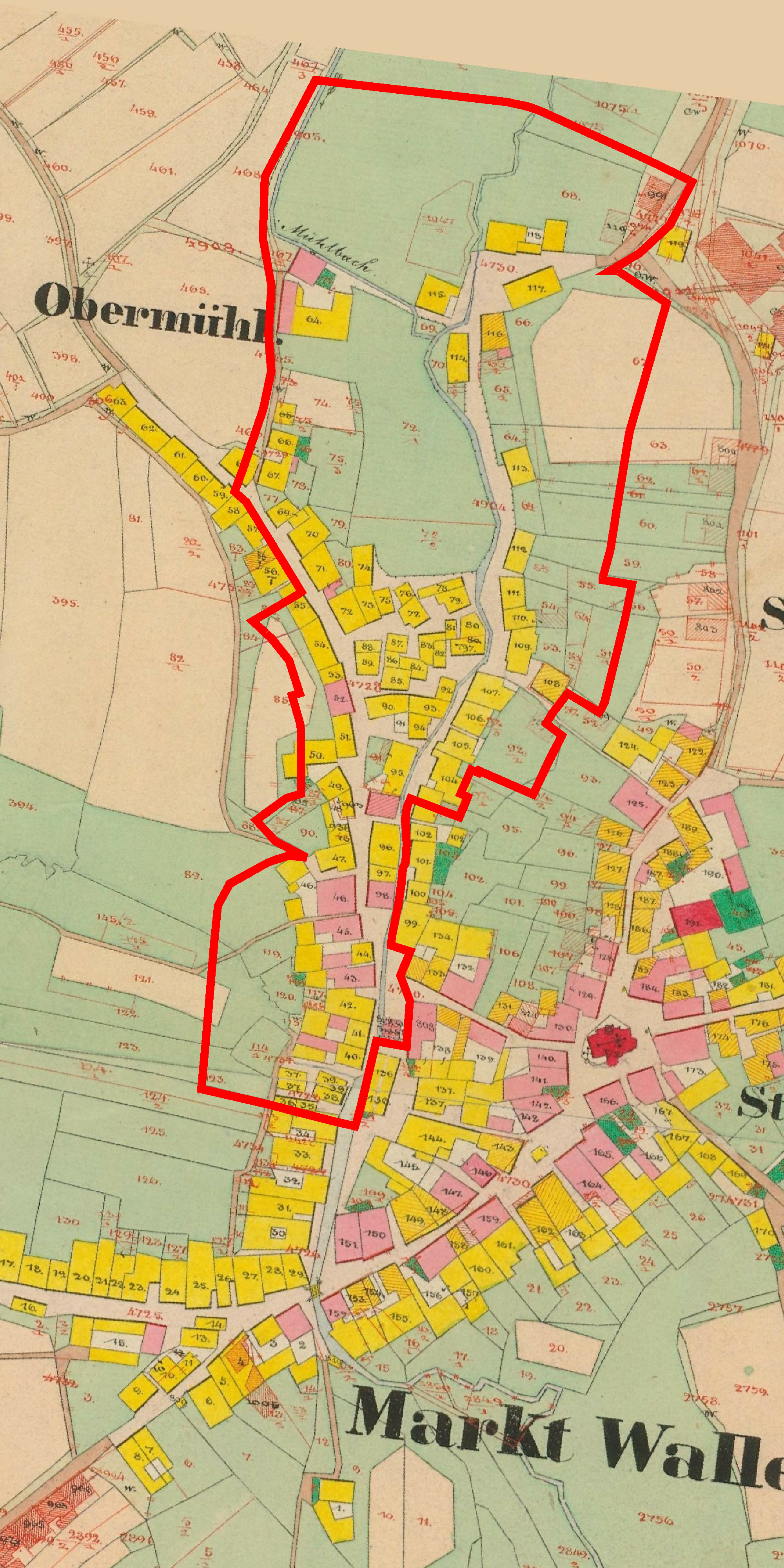
Volary, stav podle katastru nemovitostí z roku 1837 (před požárem města). Dřevěné domy jsou vyznačeny žlutě, kamenné domy červeně.
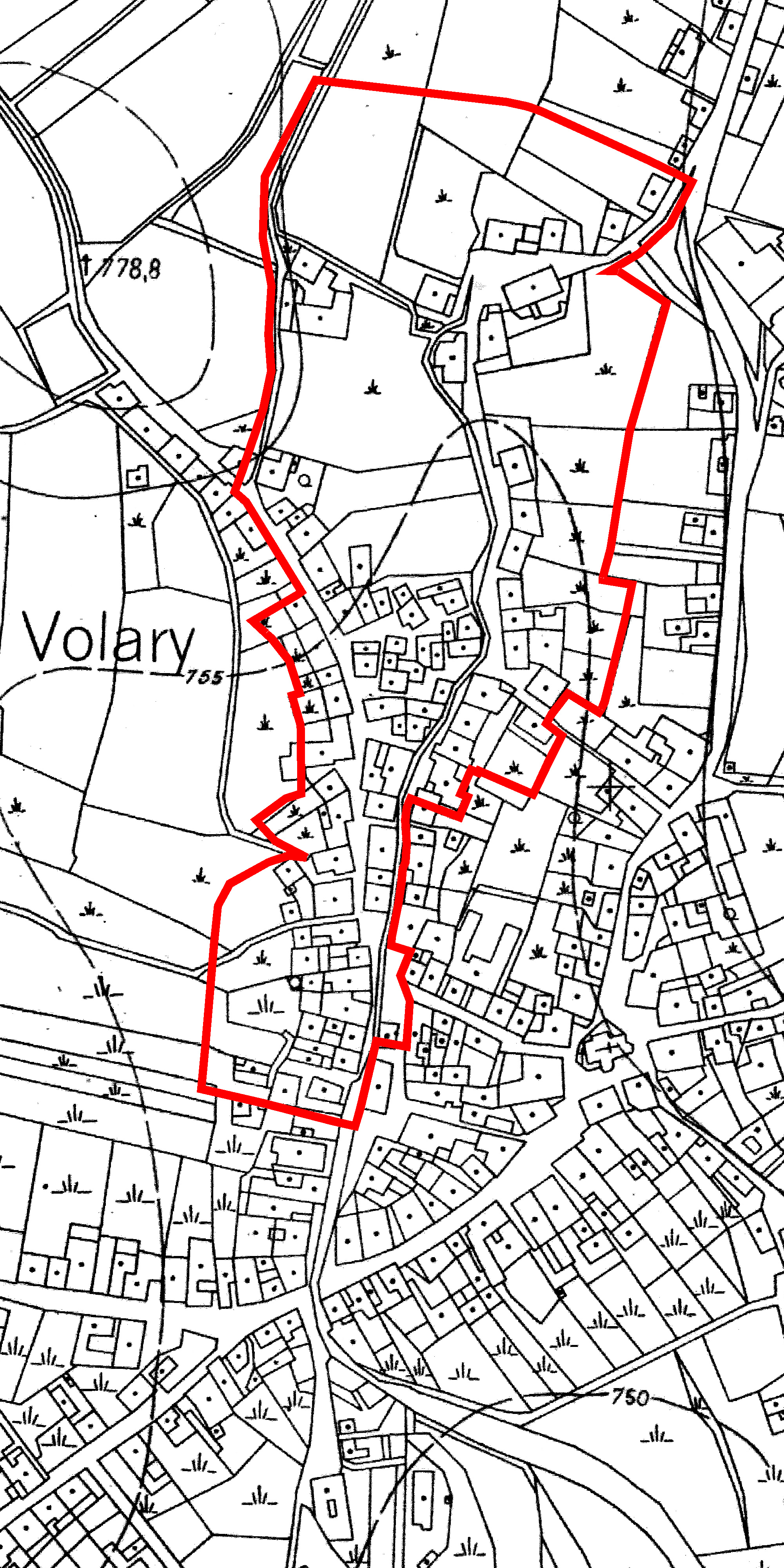
Volary, stav v roce 1951.
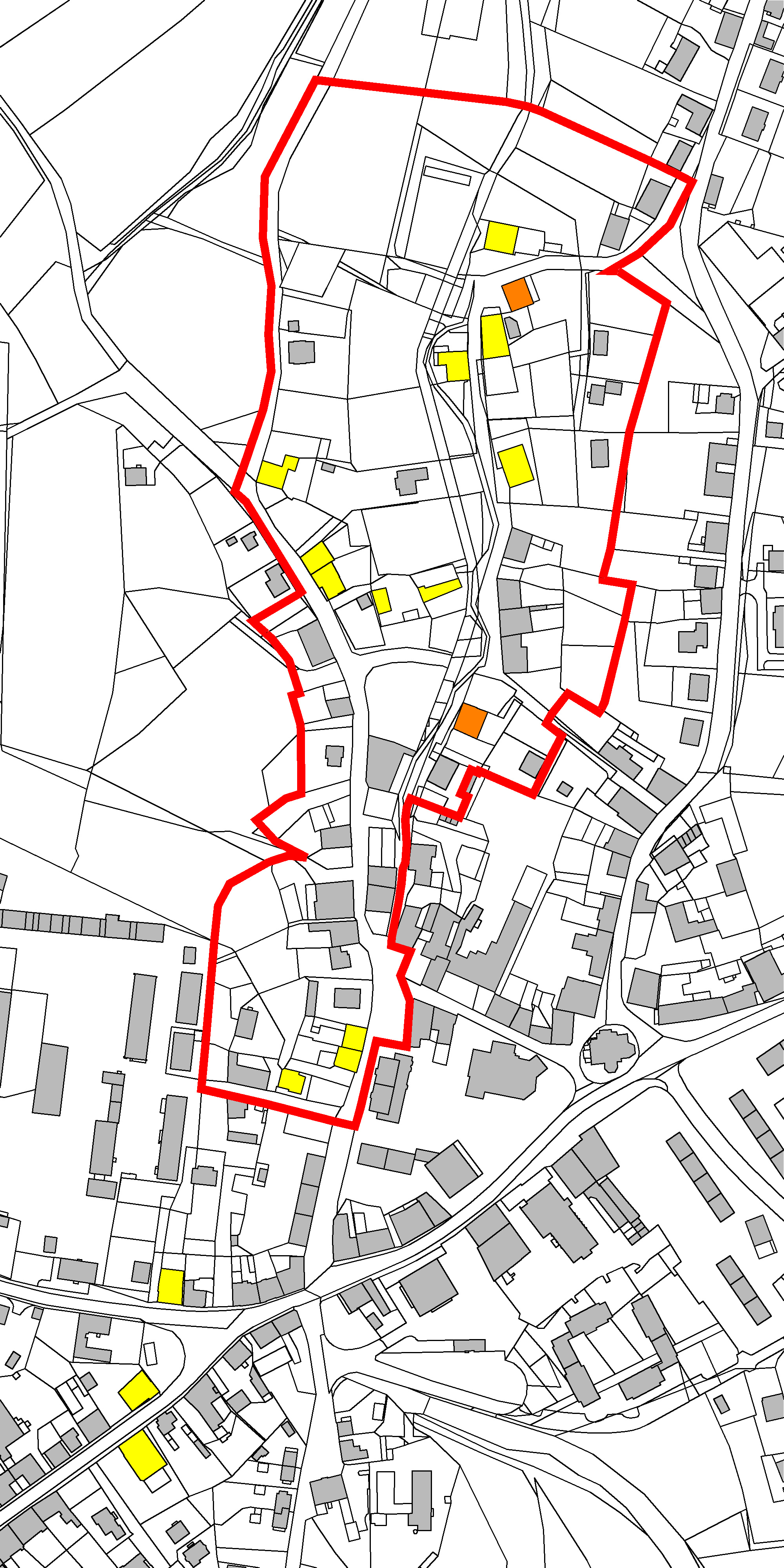
Volary, stav v roce 2020. Žlutě jsou vyznačeny dochované domy volarského typu, oranžově domy, kde se dochovala pouze zděná část stavby.

## Seznam dochovaných domů

### Volary
| číslo popisné | ulice       | domovní jméno                     | obrázek | poloha | památka                          | poznámka                                                                                              |
| ------------- | ----------- | --------------------------------- | ------- | ------ | -------------------------------- | --- |
| 41            | Budějovická | „Zenz“ nebo „Steiner-Heml“        |         |        | 26930/3-3885 (Pk•MIS•Sez•Obr•WD) | |
| 42            | Budějovická | „Gornd-Schnaider“                 |         |        | 21116/3-3886 (Pk•MIS•Sez•Obr•WD) | |
| 55            | Soumarská   | „Weber-Fülp" nebo „Zaisl“         |         |        | 28484/3-3902 (Pk•MIS•Sez•Obr•WD) | |
| 67            | Příčná      | „Motz-Odum" nebo „Khulwat-Binder“ |         |        | 35577/3-3888 (Pk•MIS•Sez•Obr•WD) | |
| 70            | Česká       | „Luther“                          |         |        | 17780/3-3889 (Pk•MIS•Sez•Obr•WD) | V domě se nalézá na stropním trámu letopočet 1786.                                                    |
| 71            | Česká       | „Schworz-Werdl“                   |         |        | 35637/3-3893 (Pk•MIS•Sez•Obr•WD) | V domě sídlí Volarské muzeum, památka . Letopočet na stropním trámu uvádí rok stavby 1794.            |
| 96            | Česká       | „Goudl-Häusl“                     |         |        | 36943/3-3890 (Pk•MIS•Sez•Obr•WD) | |
| 99            | Česká       | „Ouwa Schmied“                    |         |        | 53014/3-3895 (Pk•MIS•Sez•Obr•WD) | |
| 102           | Česká       | „Bouderer“                        |         |        | 26015/3-3891 (Pk•MIS•Sez•Obr•WD) | |
| 104           | Česká       | „Weber-Fülp“                      |         |        | 32784/3-3897 (Pk•MIS•Sez•Obr•WD) | dnes č.ev. 10 (původně čp. 104)                                                                       |
| 159           | K. V. Raise | „Zaunbaur“                        |         |        | 26962/3-3898 (Pk•MIS•Sez•Obr•WD) | |
| 160           | K. V. Raise | „Woufai“                          |         |        | 23067/3-3892 (Pk•MIS•Sez•Obr•WD) | Dům dochován pouze částečně roubená část zbořena v letech 1965–1970 navrženo odnětí památkové ochrany |
| 162           | K. V. Raise | „Koasser-Peter“                   |         |        | 15978/3-3899 (Pk•MIS•Sez•Obr•WD) | dnes č. ev. 11 (dříve č.p. 162)                                                                       |
| 163           | K. V. Raise | „Spiagl-Hiasl“                    |         |        | 47051/3-3900 (Pk•MIS•Sez•Obr•WD) | |
| 164           | K. V. Raise | „Sixl-Werdl“                      |         |        | 25697/3-3901 (Pk•MIS•Sez•Obr•WD) | |
| 171           | K. V. Raise | „Schmasser-Fest“                  |         |        | 15850/3-3887 (Pk•MIS•Sez•Obr•WD) | Dům dochován pouze částečně zachovaly se pouze zděné obvodové stěny                                   |

### Dobrá
Většina domů v obci, žádný není památkově chráněn.

### Železná Ruda
- Sklářská č.ev. 76[1]

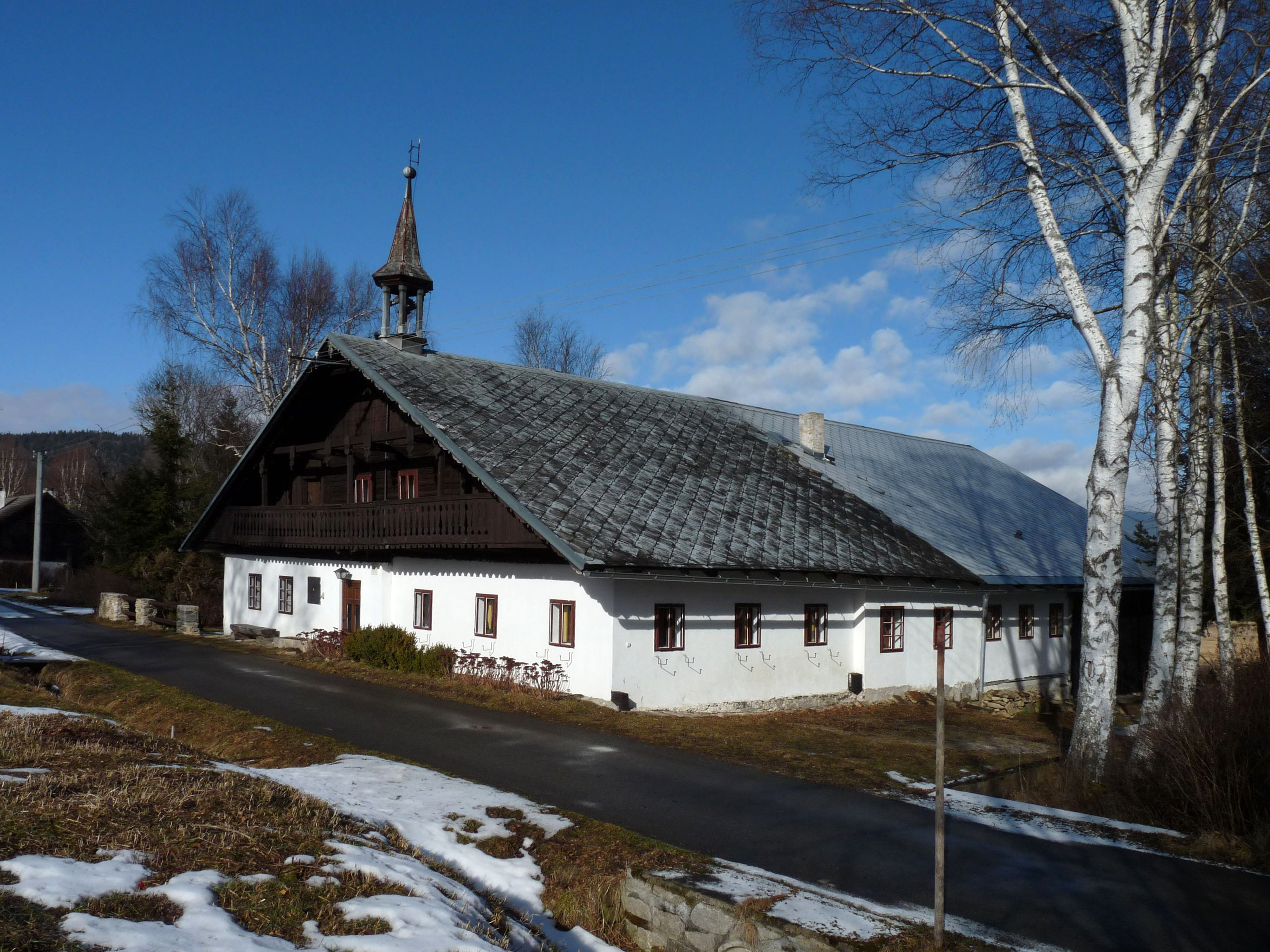
Dobrá, dům č.p. 10.
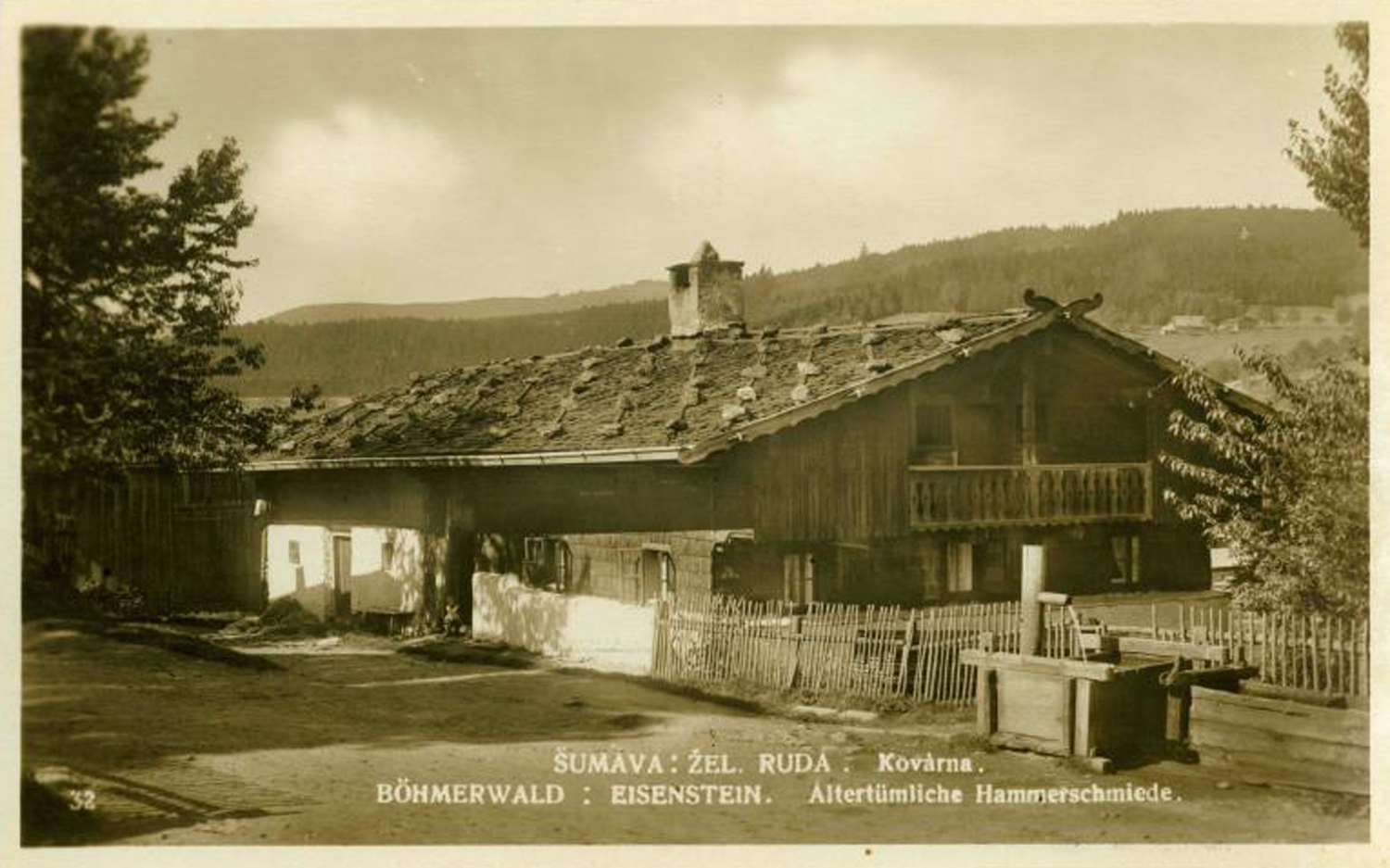
Volarský dům v Železné Rudě na historické pohlednici.